# Domoferm
Die DOMOFERM International GmbH ist ein  österreichisches Unternehmen der Metallindustrie. Das Unternehmen bietet Stahltüren, Brandschutztore und Zargen an.
In der gesamten Gruppe sind über 1000 Mitarbeiter beschäftigt, wobei sich der Firmensitz mit über 300 Mitarbeitern in Gänserndorf befindet.

## Geschichte des Unternehmens
Das Unternehmen wurde 1960 gegründet. 2017 verkaufte die Holdinggesellschaft Austro Holding Domoferm an Jeld-Wen.

## Werke und Tochterunternehmen
DOMOFERM ist eine Marke der DOMOFERM International.
Die DOMOFERM International GmbH ist die Holdinggesellschaft der vier Produktionsgesellschaften BOS (Emsdetten, DE), BBE (Brilon, DE), HSE (Humpolec, CZ) und Domoferm (Gänserndorf, AT) und der Vertriebsgesellschaften DOMOFERM GmbH & Co KG in Österreich, sowie Russland, Polen, Ungarn, Kroatien und den Niederlanden.
- DOMOFERM GmbH & Co KG[3]
- HSE, spol. s r.o., Humpolec
- BBE DOMOFERM GmbH, Brilon
- BOS GmbH, Emsdetten
- Domoferm OOO, Moskau
- DOMOFERM d.o.o., Zagreb
- DOMOFERM Polska Sp.z o.o., Lesznowola
- DOMOFERM Hungária Kft., Budapest